# István Dósai
István Dósai (* 1926 in Budapest, Königreich Ungarn; † 20. Oktober 1991  ebenda) war Generaldirektor der ungarischen Filmhandelsgesellschaft Hungarofilm und Direktor des Collegium Hungarikum in Rom.

## Leben
István Dósai absolvierte ein Studium der Rechtswissenschaften. Nach dem Studium ging er zum Militär, besuchte die Petőfi-Militärakademie, erreichte den Rang eines Oberleutnants und gab politischen Unterricht an der Flugoffiziersschule in Szolnok. Nach einem routinemäßigen Besuch des damaligen Verteidigungsministers Mihály Farkas am Flughafen von Szolnok wurde er wegen Verschwörung zum Umsturz der demokratischen Staatsordnung angeklagt und zu zehn Jahren Gefängnis verurteilt. Es handelte sich um einen Schauprozess. 1953 stellte er bei der  Militärstaatsanwaltschaft in Budapest einen Antrag auf Wiederaufnahme des Verfahrens. Im April 1954 wurde das erste Urteil aufgehoben und die Strafe auf ein Jahr Haft verringert. Da er nicht mehr beim Militär arbeiten wollte, wurde er beim Ministerium für Volksbildung Abteilungsleiter des Bereichs für Kinobetriebe. Im April 1956 wurde er stellvertretender Direktor der neu gegründeten Filmhandelsgesellschaft Hungarofilm, ab 1962 deren Generaldirektor.
Dósai organisierte die ungarischen Filmtage und war Teilnehmer bei vielen internationalen Filmfestivals. In Cannes war er dreimal Jurymitglied, 1965 und 1972 im Bereich Kurzfilm und 1984 im Bereich Spielfilm. Im Jahr 1983 beendete er seine Tätigkeit als Generaldirektor von Hungarofilm. Danach war er von 1984 bis 1990 Direktor des Collegium Hungarikum in Rom.
Das Grab von István Dósai befindet sich auf dem Farkasréti temető (Friedhof Farkasrét) im XII. Bezirk Budapests.